# Filipów
Filipów – wieś w Polsce położona w województwie podlaskim, w powiecie suwalskim, w gminie Filipów. Siedziba gminy Filipów.
Dawniej miasto; uzyskał lokację miejską w 1570 roku, zdegradowany w 1870 roku. W końcu XVIII wieku jako miasto królewskie położone było w starostwie niegrodowym filipowskim w powiecie grodzieńskim województwa trockiego. Za II RP siedziba zarówno gminy Filipów, jak i gminy Czostków. W latach 1975–1998 miejscowość administracyjnie należała do województwa suwalskiego.
Okolice Filipowa posiadają własną, lokalną gwarę.

## Geografia
Filipów jest położony w obrębie Pojezierza Zachodniosuwalskiego, na wzgórzach prawego brzegu rzeki Rospudy, przy drodze wojewódzkiej nr 652. W okolicy znajdują się jeziora rynnowe: Kamienne, Rospuda Filipowska, Długie, Garbas.

## Historia

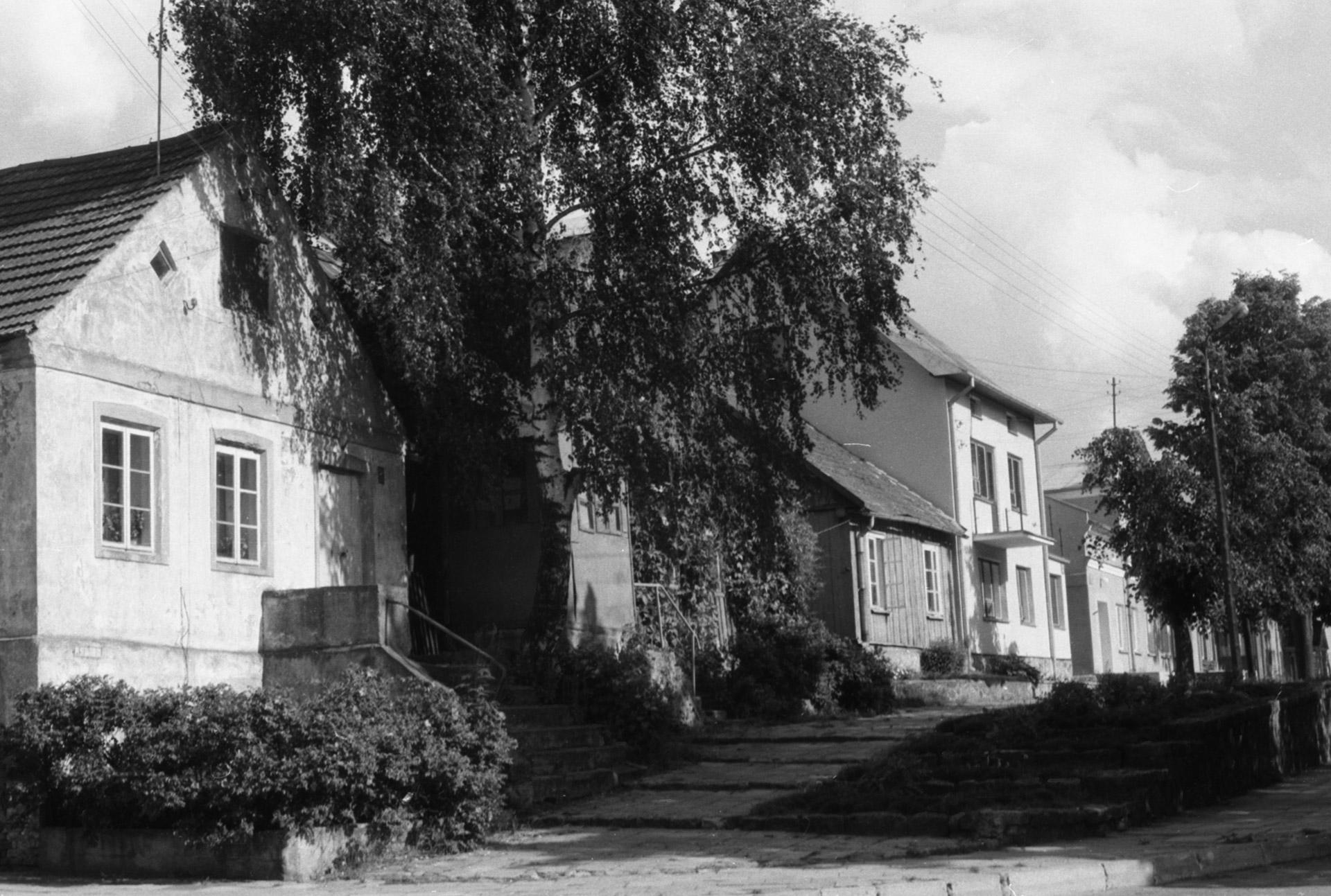
Wschodnia pierzeja Rynku w 1988

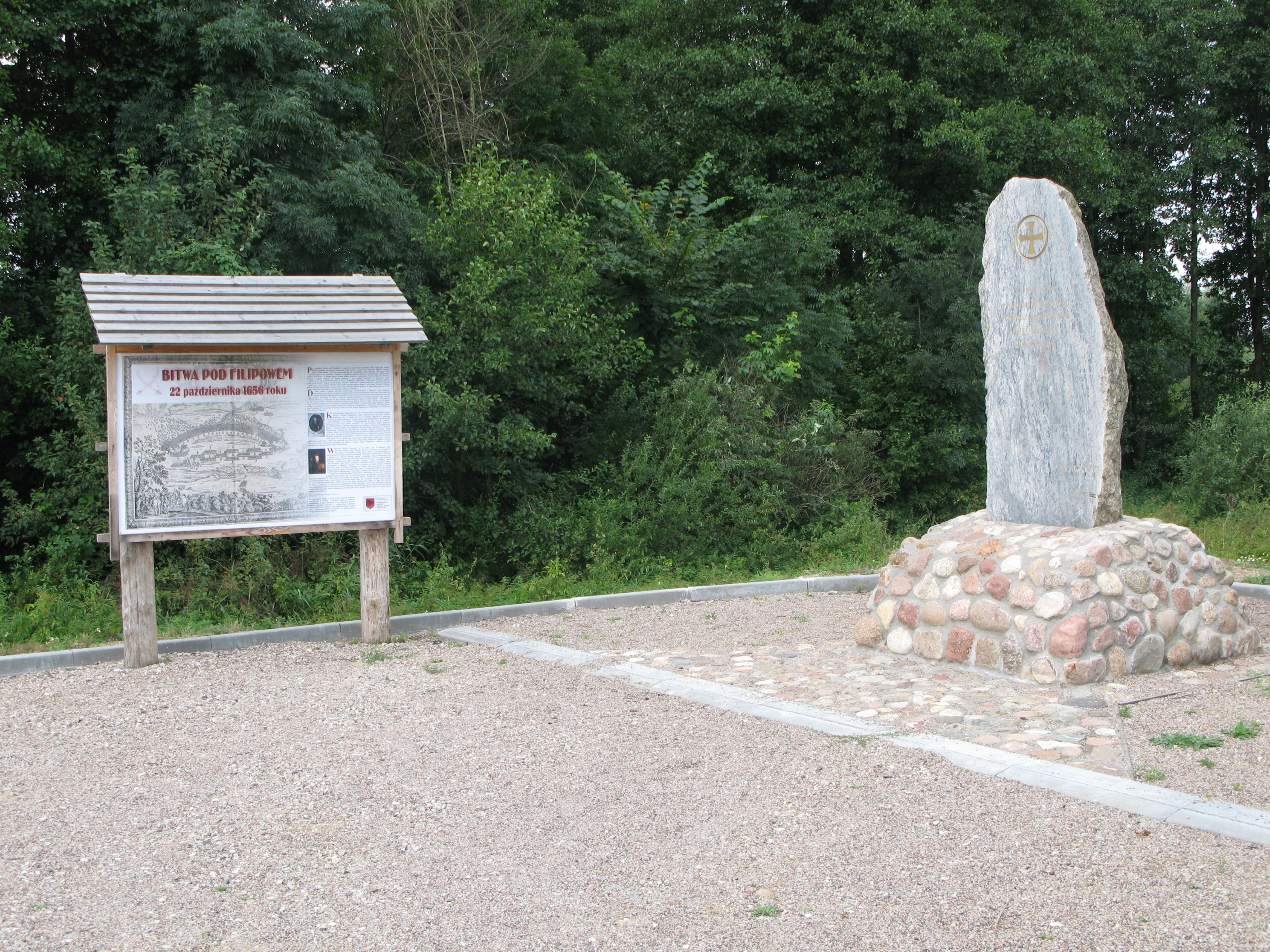
Pomnik bitwy z 1656

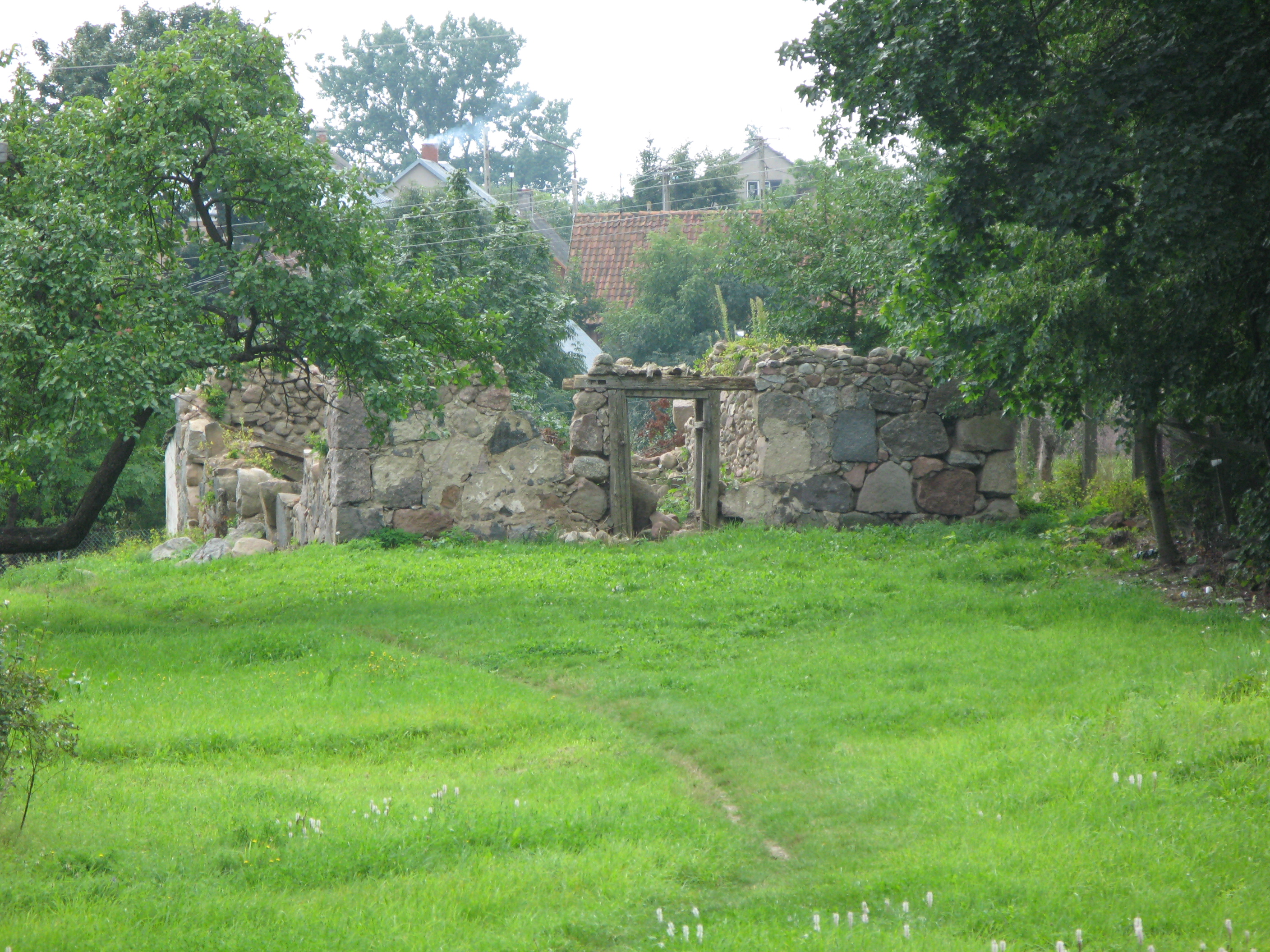
Ruina gospodarstwa parafii mariawitów

### I Rzeczpospolita
Filipów powstał z połączenia dawniejszych wsi Szembelewo i Dowspuda. Wioski te zostały założone w głębi puszczy pojaćwieskiej w początkach XVI wieku przez bojarów litewskich, braci Szembelów, którzy otrzymali nadanie tych ziem od Zygmunta Starego w 1513. Osady leżały naprzeciw siebie nad rzeką Filipówką w pobliżu jej ujścia do Rospudy. Szembelowie nie rozwinęli jednak szerszej akcji osadniczej i przed 1541 dobra wróciły do króla.
Filipów był jednym z pierwszych miast w tej części kraju. Prawa miejskie (tzw. magdeburskie) otrzymał w 1570 za panowania Zygmunta Augusta. Aczkolwiek miasto mogło być już założone między rokiem 1562 a 1568.
Na mocy przywileju królewskiego miasto otrzymało:
- herb z przedstawieniem raka
- prawo do trzech jarmarków rocznie
- prawo do cotygodniowego targu (w każdy poniedziałek)
- zwolnienie mieszczan od opłat: prętowego, pomiernego i targowego. Dochód z tego ostatniego miał być przeznaczony na budowę ratusza.

Miasto otrzymało duży obszar, składający się z dawnych wsi Dowspuda i Szembelewo (56 włók), a także części puszczy do jezior Rospuda Filipowska, Jemieliste i rzeki Zusna. Według danych z 1578 do miasta należało 156 włók i 259 morgów. Rynek i siatkę ulic wytyczono na miejscu dawnej wsi Dowspuda, zaś wieś Szembelewo zlikwidowano. W mieście założono również kościół parafialny, który w 1571 otrzymał bogate uposażenie, m.in.: 6 włók, 4 place na poświątne, 1 na plebanię, 1 na karczmę, dziesięciny z miasta i wsi, prawo łowienia ryb 3 razy w tygodniu.
Po 1570 z miasta i okolic utworzono starostwo niegrodowe. Pierwszym znanym imiennie starostą był w latach 1574–1584 Aleksander Gwagnin, z pochodzenia Włoch, autor Kroniki sarmackiej. Po nim starostwo objął Krzysztof Morsztyn (ur. 1522), mieszczanin krakowski, który sprawował urząd w latach 1584–1601, zaś w latach 1601-1623 starostą był jego syn, noszący to samo imię i nazwisko Krzysztof Morsztyn. Według innych opracowań Krzysztof Morsztyn „starszy” nie był starostą filipowskim, zaś w 1584 starostwo objął od razu Krzysztof Morsztyn „młodszy” . Następnie funkcję starosty pełnili Józef Korsak Głębocki (1623–1631) oraz Aleksander Buchowiecki, podkomorzy grodzieński, i jego syn, Krzysztof Buchowiecki, marszałek grodzieński i pułkownik. W trakcie rządów Krzysztofa Morsztyna funkcję podstarościego pełnił Stanisław Wiszowaty, ojciec Andrzeja .
W początkach istnienia miasta, z inicjatywy lekarza królewskiego Mikołaja Bucelli i za aprobatą starosty Krzysztofa Morsztyna, założono  w Filipowie gimnazjum, zatwierdzone przez Stefana Batorego w 1585. Jako uposażenie gimnazjum otrzymało 7 niezagospodarowanych jeszcze włók. Uposażenie było przeznaczone na utrzymanie nauczyciela i miało przyciągnąć dobrze wykształconego kandydata. Nauczyciel miał być wybierany przez starostę z czterech kandydatów wskazanych przez obywateli miasta . Budynek szkolny, umieszczony na placu przy cmentarzu, nie posiadał dodatkowego podwórka ani ogródka . Do XX wieku był kilkukrotnie niszczony (m.in. w pożarach w 1639 i 1656) i odbudowywany . W 1770 do szkoły uczęszczało 46 uczniów, w 1781 – 14, zaś w 1782 – 42 
W okresie swego największego rozkwitu miasto, wraz z przyległymi koloniami, po których do dzisiaj zachowały się nazwy Filipów II, Filipów III, Filipów IV, liczyło około 6000 mieszkańców . Trzon populacji stanowili osadnicy z Mazowsza, którzy zasiedlili opustoszałe po krzyżackiej eksterminacji ziemie Jaćwingów. Byli również inni, nawet z bardzo odległych stron pochodzący, osadnicy: trochę Niemców i Litwinów, średniej wielkości społeczność żydowska, a także spore skupisko Holendrów, po których pozostała dziś nazwa ulicy: Olendry.
Filipów dwukrotnie w historii był silnym ośrodkiem reform religijnych. U zarania swego istnienia w formie miasta stanowił mocne centrum arian, czyli braci polskich. Starosta Krzysztof Morsztyn gościł tu Fausta Socyna, włoskiego teologa, twórcę socynianizmu. Około 1585 powstał w Filipowie zbór. W 1608 urodził się tu najwybitniejszy myśliciel arianizmu, Andrzej Wiszowaty. Kazania wygłaszał też Jan Völkel .
Rozwój Filipowa został zahamowany w 1635 r. skutkiem wielkiego pożaru. Kolejne zniszczenia przyniosła przegrana przez wojska polskie bitwa pod Filipowem w 1656 r., w czasie potopu szwedzkiego. Wkrótce potem w mieście wybuchły zarazy, które zdziesiątkowały ludność.

### Zabory
Po ostatnim rozbiorze Filipów znajdował się kolejno w zaborze pruskim, Księstwie Warszawskim (od 1807) i Królestwie Polskim (od 1812 r.). W 1870 r., dokładnie 300 lat po otrzymaniu praw miejskich, ze względu na swoje niewielkie rozmiary został zdegradowany do statusu wsi przez władze carskie.
Pod koniec XIX wieku Filipów był ośrodkiem przemysłu włókienniczego i ruchliwym punktem granicznym (dzięki eksportowi towarów do Prus). W czasie II wojny światowej został w 90% zniszczony.
W początkach XX wieku Filipów był siedzibą parafii Kościoła Starokatolickiego Mariawitów, czego pozostałościami są dzisiaj cmentarz mariawicki, położony naprzeciw rzymskokatolickiego; oraz działka, na której znajdują się pozostałości po spalonej kaplicy. Miejsce to nie zostało zapomniane przez Kościół Starokatolicki Mariawitów, gdyż corocznie w wakacje organizowane są w nim obozy w celu uprzątnięcia posesji.

### XX wiek
W okresie międzywojennym stacjonował w miejscowości komisariat Straży Granicznej oraz ulokowana była tu placówka Straży Celnej „Filipów”.

## Obiekty zabytkowe

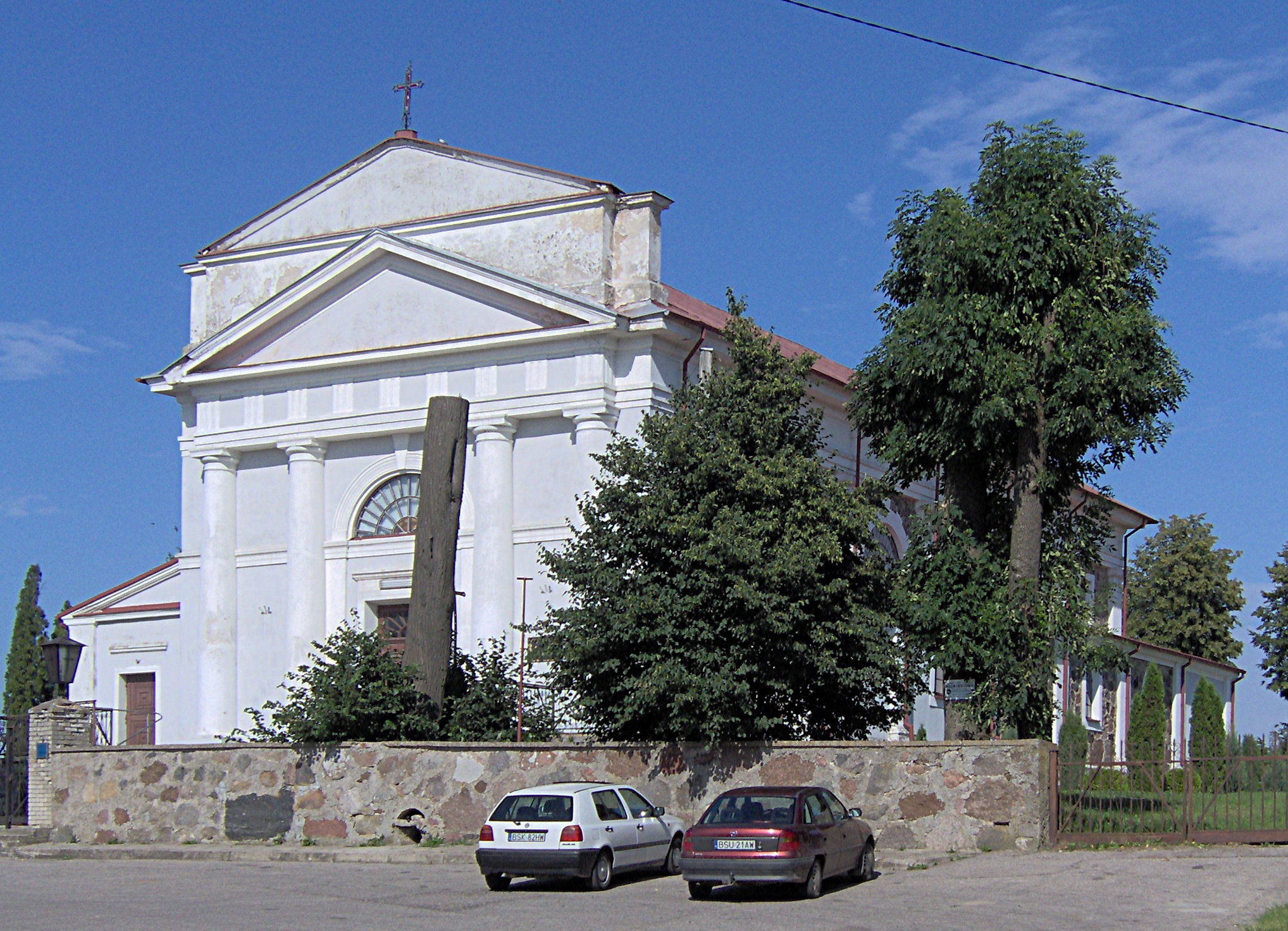
Kościół Wniebowzięcia NMP

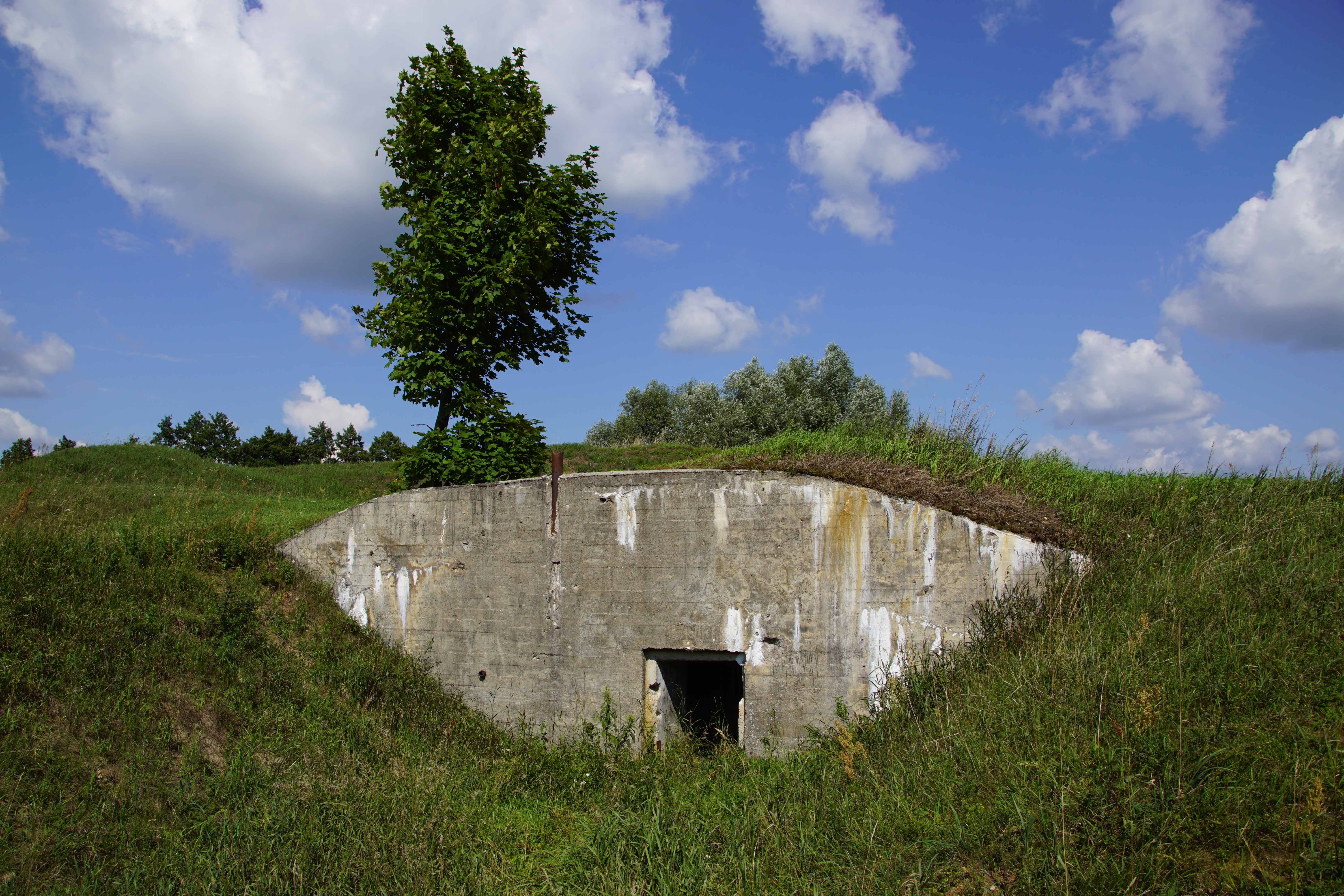
Schron bojowy w Filipowie

Do rejestru zabytków Narodowego Instytutu Dziedzictwa wpisane są następujące obiekty:
- układ urbanistyczny, nr rej.: 439 z 28.11.1985
- kościół parafialny pod wezwaniem Wniebowzięcia Najświętszej Marii Panny. Klasycystyczny. Pierwotnie zbudowany w XVI wieku. Po pożarach wielokrotnie odbudowywany i przebudowywany. Obecny wygląd zawdzięcza przebudowie z lat 1841–42, wykonanej na podstawie prac Piotra Aignera. Wewnątrz kościoła barokowy ołtarz główny z połowy XVII wieku, 1838, nr rej.: 653 z 10.03.1989.
- cmentarz rzymskokatolicki, nr rej.: 486 z 15.05.1986
- cmentarz żydowski, nr rej.: 740 z 27.11.1989

Inne obiekty historyczne:
- cmentarz mariawicki, 1906
- pozostałości cmentarza ewangelickiego
- pozostałości niemieckich schronów bojowych Mazurskiej Pozycji Granicznej z lat 40. XX wieku

## Osoby związane z Filipowem
- Władysław Filipkowski – urodzony w Filipowie pułkownik (tytularny generał brygady), Wojska Polskiego